# Força Policial de Nauru
A Força Policial de Nauru (em inglês: Nauru Police Force) é uma defesa de Nauru. Em Nauru, as forças militares não são regulares e, de acordo com o CIA World Factbook, a defesa do territória fica sob responsabilidade da Austrália.
Suas forças militares são exclusivamente masculina existindo 2.874 pessoas alistadas entre 18 e 49 anos de idade, não havendo um limite de idade para se sair das forças militares. O posto militar de Nauru fica no centro do país.